# Цицамура (Душетский муниципалитет)
Цицамура (груз. წიწამურა) — село в Грузии, в муниципалитете Душети края Мцхета-Мтианети. 

## География
Село расположено в центральной части края, в 16 километрах по прямой к юго-западу от центра муниципалитета Душети. Высота центра — 780 метров над уровнем моря.

## Население
По данным переписи населения 2014 года, в селе проживало 60 человек.
| Год  | Население |
| ---- | --------- |
| 2002 | 62        |
| 2014 | 60        |